# Megalotus
Megalotus là một chi lan đơn loài. Loài duy nhất trong chi này là Megalotus bifidus (tên trước kia là Saccolabium bifidum). Chi này được tìm thấy ở Philippines.